# Liberty County (Florida)
Liberty County is een county in de Amerikaanse staat Florida.
De county heeft een landoppervlakte van 2.165 km² en telt 7.021 inwoners (volkstelling 2000). De hoofdplaats is Bristol.

## Bevolkingsontwikkeling

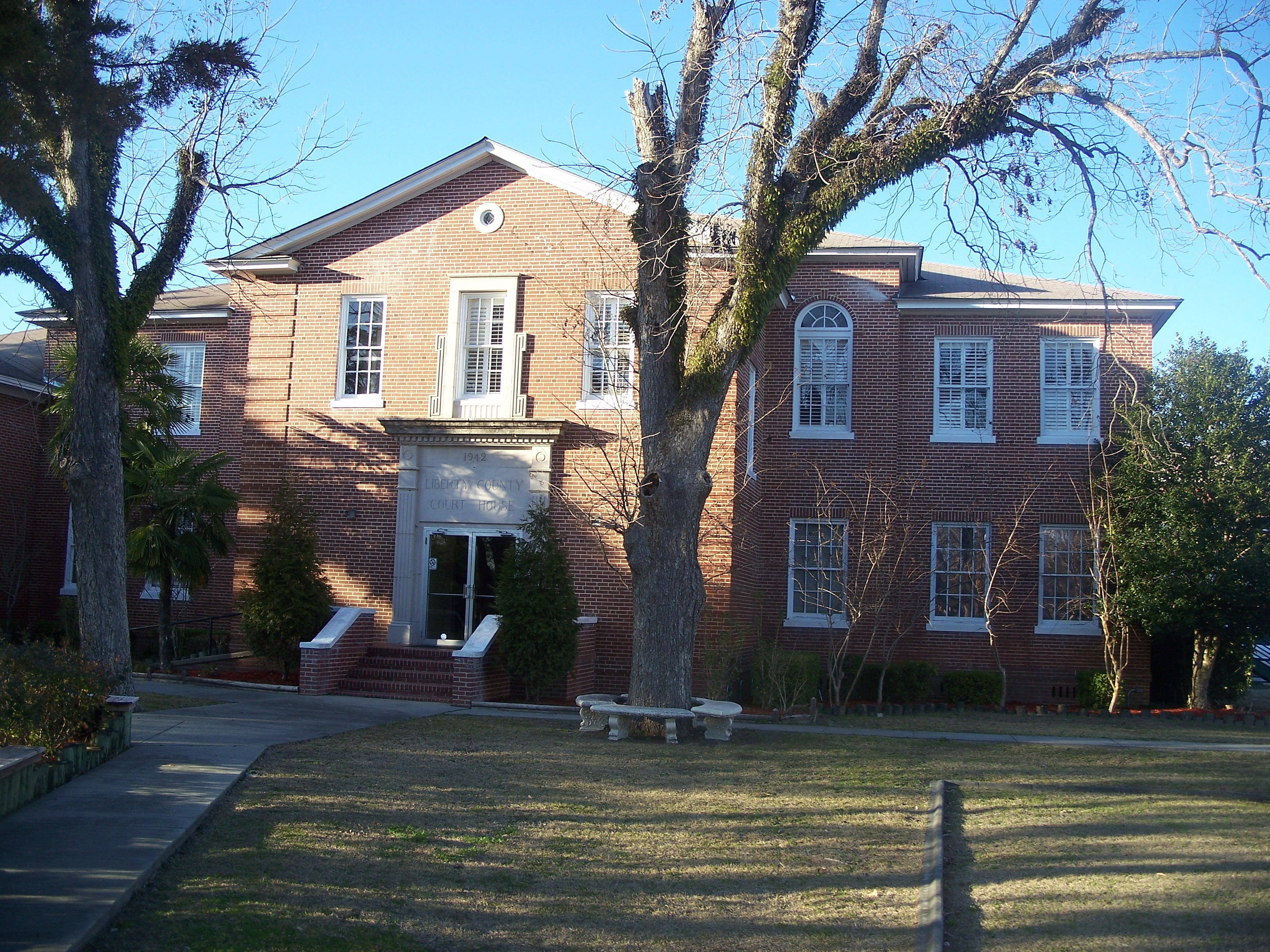
Liberty County Courthouse